# يوم المعلم العالمي
يوم المعلم العالمي، هو يوم دولي يقام سنويًا في 5 أكتوبر. تأسس في عام 1994، للاحتفال بتوقيع عام 1966 على توصية اليونسكو / منظمة العمل الدولية بشأن وضع المعلمين،  والتوصية كانت أداة لوضع معايير تتناول وضع وحالات المعلمين في جميع أنحاء العالم. وتحدد هذه التوصية المعايير المتعلقة بسياسة موظفي التعليم والتوظيف والتدريب بالإضافة إلى التعليم المستمر للمعلمين وتوظيفهم وظروف عملهم.
ويهدف يوم المعلم العالمي إلى التركيز على «تقدير وتقييم وتحسين المعلمين في العالم» وإتاحة الفرصة للنظر في القضايا المتعلقة بالمعلمين والتدريس.

## الاحتفال
للاحتفال باليوم العالمي للمعلمين، تنظم اليونسكو ومنظمة التعليم الدولية (EI) حملة كل عام للمساعدة في إعطاء العالم فهمًا أفضل للمعلمين والدور الذي يلعبونه في تنمية الطلاب والمجتمع. فهم شركاء مع القطاع الخاص مثل المؤسسات الإعلامية التي تحقق هذا الغرض. تركز الحملة على مواضيع مختلفة في كل عام. فعلى سبيل المثال «تمكين المعلمين» كان موضوع عام 2017. كان هذا هو العام الذي يُحتفل فيه باليوم العالمي للمعلمين بالذكرى السنوية العشرين لتوصية اليونسكو بشأن وضع العاملين في مجال التدريس في التعليم العالي،  مما يجعل المجال الذي يتم إهماله أحيانًا وهو أعضاء هيئة التدريس في مؤسسات التعليم العالي في النقاش حول حالة المعلمين.
في عام 2018 تبنت منظمة اليونسكو شعار: «الحق في التعليم يعني الحق في مدرس مؤهل». وكان هذا يحيي الذكرى السبعين للإعلان العالمي لحقوق الإنسان (1948) والذي يذكر بأنه لا يمكن إعمال الحق في التعليم بدون مدرسين مدربين ومؤهلين.
تشير منظمة اليونسكو إلى أنه يمكن للجميع المساعدة من خلال الاحتفال بالمهنة، من خلال نشر الوعي حول قضايا المعلم والتأكيد على أن احترام المعلم جزء من النظام الطبيعي للأشياء.
المدارس والطلاب على سبيل المثال، يعدون مناسبة للمعلمين خلال هذا اليوم. فتحتفل أكثر من 100 دولة باليوم العالمي للمعلم  ويقيم كل منها احتفالاته الخاصة مثل الهند، التي تحتفل بيوم المعلم كل 5 سبتمبر.
نظرًا لأن هذا اليوم يصادف عادةً خلال العطلات المدرسية الأسترالية، تحتفل الولايات والأقاليم الأسترالية في يوم الجمعة الأخير من شهر أكتوبر من كل عام بدلاً من ذلك. وفي عام 2020، سيتم الاحتفال به يوم الجمعة 30 أكتوبر.

## روابط خارجية
- smartenglishnotes.com
- كوينزلاند (أستراليا) موقع ويب يوم المعلم العالمي